# 壽星保
壽星保（1760年—？年），字景昭，梁氏，正藍旗漢軍李杉佐領下人，清朝政治人物。

## 生平
乾隆五十三年(1788年）戊申科乡试中举。
嘉慶四年（1799年）己未科殿試第三甲第五名同進士出身。候選知縣。
十年（1805年），籤分江西臨江府新淦縣知縣。
十一年（1806年），到任江西新淦縣知縣。
十五年（1810年），任江西乡试同考官。
二十三年（1818年）去任。

## 著作
- 《海岛算经图解》